# 游风镇
游风镇，是中华人民共和国陕西省咸陽市武功县下辖的一个乡镇级行政单位。

## 行政区划
游风镇下辖以下地区：
游风村、李堡村、董堡村、高庙村、岸底村、三合村、渠子村、张尧村、焦阳村、桂营村、付家堡村、新村和腰子村。